# Hercules (série da Disney)
Hercules: The Animated Series (Hércules no Brasil e em Portugal) é uma série de desenho animado da Walt Disney Television Animation, baseada no longa-metragem Hércules de 1997 bem como na mitologia grega. Foi exibido nos Estados Unidos entre 1998 e 1999. No Brasil, foi exibido no SBT entre 1999 e 2006, pelos programas Disney Club, Disney CRUJ, Bom Dia e Cia, Sábado Animado e Festolândia. Também foi exibido no Disney Channel e na Rede Globo, pela TV Xuxa e TV Globinho. A partir de 2010, começou a passar no canal da claro, canal aberto pela Embratel, pelo programa Club Disney. Em Portugal, foi exibido pela RTP1 e pela RTP2 no Clube Disney e também pelo Disney Channel e mais tarde pelo Disney Cinemagic.

## História
A série se passa em meio a Antiga Grécia, no período em que Hércules está sob o treinamento de Filoctetes. Zeus, pai do herói, decide inscrevê-lo na Academia Prometeu, uma escola para deuses e mortais. Lá faz amizade com Ícaro, um garoto que enlouqueceu após voar próximo demais do Sol, e Cassandra, uma vidente sarcástica pela qual Ícaro é apaixonado, e cria rivalidade com o vaidoso Adônis. No meio-tempo, exercita seu treinamento e conhece muitos mitos gregos.
O produtor Tad Stones disse que a preocupação era mais com o humor do que com continuidade, daí a série fugir de algo estabelecido no filme, de que Hades só soube que Hércules estava vivo quando este tinha 18 anos.

## Personagens

### Protagonistas
- Hércules - Filho de Zeus, quer se tornar o maior dos heróis. Personagem principal da série.
- Philoctetes - Phil para os íntimos. O sátiro treinador de heróis.
- Pégaso - O cavalo alado criado por Zeus, amigo e parceiro de Hércules.
- Ícaro - O melhor amigo de Hércules. O garoto que fugiu do Labirinto voando com asas de cera é retratado como um lunático ("fritou o cérebro" voando próximo demais do sol), mas ainda tenta voar sempre que pode. Seu pai, Dédalo, trabalha como professor da Academia.
- Cassandra A profetisa da Guerra de Troia é anti-social, sarcástica e tem visões do futuro geralmente más e da qual não costumam acreditar. Ícaro é apaixonado por ela, mas Cassandra sempre repele suas investidas.
- Zeus - O pai de Hércules e rei dos deuses, sempre tentando ajudar o filho.
- Hades - Deus do submundo, estressado e sempre com tiradas, tenta tomar o controle do Monte Olimpo. É irmão de Zeus e tio de Hércules.
- Agonia e Pânico - Os assistentes  atrapalhados de Hades.
- Bob, o Narrador - O narrador invisível
- As Musas (Clio, Calíope, Melpômene, Tália e Terspsícora) - O "coro grego" que faz números musicais.

### Academia Prometeu
Alunos
- Adônis - O narcisista e vaidoso príncipe da Trácia que atormenta Hércules e Ícaro.
- Helena de Troia - A garota mais popular da Academia, namorada de Adônis.
- Ájax - Um estudante bárbaro com má higiene.
- Tempestade - Uma Amazona mal-humorada.
- Tritão - Filho de Poseidon e Anfitrite, é novo na escola.
- Melampus - Rival de Ícaro por Cassandra, é fã do super-herói Myklos.
- Electra - Uma Gótica rebelde, que quando estressada faz surgir as perigosas Fúrias.
- Pandora - Estudante com um armário cheio de mistérios.
- Andrômeda - Uma novata que atrai Hércules.
- Anaxarete - Uma ex de Hércules.

Corpo docente
- Sr. Parêntese - Administrador da Academia Prometeu
- Sra. Cassiopeia - Professora de Poesia
- Édipo - Professor de Educação Física
- Srta. Thespius - Professora de Teatro
- Sr. Daedalus - Instrutor de Oficina, inventor e pai de Ícaro
- Sr. Heródoto - Professor de História.
- Sr. Pigmaleão - Professor de Arte, casado com uma estátua que Afrodite trouxe à vida.
- Sr. Ptolomeu - Professor de Astronomia
- Sr. Esopo - Instrutor da Academia Jr.
- Srta. Eufrosina - Professora de Economia DomésticaHome Greconomics Teacher
- Sr. Lino - Professor de Música

Academia Jr.
- Alex
- Brutus - um centauro
- Callista
- Alcides

### Monte Olimpo
- Hermes - Deus das comunicações e Mensageiro dos deuses.
- Apolo - Deus do Sol, das artes, da música e da beleza.
- Poseidon - Deus do mar.
- Hefesto - Deus do fogo e ferreiro dos deuses. É feio e coxo, mas sua habilidade para forjar é impressionante.
- Morfeu - Deus do Sono.
- Fântaso - Inicialmente, o irmão de Morfeu que queria ser deus do sono. Após causar o caos com pesadelos, vira Deus do Sonhos.
- Ares – Deus da Guerra, tentando destruir coisas e provar a superioridade de Esparta. Tem dois filhos, Medo e Terror, e dois cães de guerra que puxam sua carruagem,
- Atena - Deusa da Sabedoria, rival de Ares e padroeira de Atenas. Dona da coruja Ibid.
- Boreas – Deus do Vento Norte, tem uma rixa com Ares.
- Afrodite - Deusa do amor, tem uma música tema que até ela acha irritante.
- Deméter - Deusa da Agricultura.
- Cupido - Filho de Afrodite. Deus da paixão, com flechas de amor e ódio.
- Baco - Deus do Vinho e Festas, quase afunda a ilha de Phil ao irritar Poseidon.
- Nêmesis - Semideusa da vingança, trabalha para o Serviço Infernal de Retribuição (em inglês IRS, trocadilho com a Receita Federal Americana).
- Trivia – Deus dos jogos.
- Ártemis - Deusa da Caça.
- Anfitrite - Deusa do mar, esposa de Poseidon.
- Héstia - Deusa da família e saúde.
- Hécate – Deusa da Bruxaria, quer tomar o submundo de Hades.
- Gaia - Deusa da Terra, na mitologia é mãe de Zeus e avó de Hércules.

### Heróis
- Hipócrates - O primeiro médico.
- Páris - Estudante da Academia Troiana, e arrogante príncipe de Troia.
- Hilas - Remador. No mito original é filho de Hércules.
- Orfeu - Cantor e ídolo adolescente.
- Quíron - Centauro, treinador de heróis e rival de Fil. Seus alunos incluem Fidípedes e Sansão.
- Nestor e Meléagro - Dois heróis, um que vê de longe e outro que ouve bem.
- Agamenon - Sargento espartano.
- Aquiles - Deus velho, que falhou em sua missão. No filme, Phill o menciona como seu melhor aluno antes de Hércules.
- Odisseu - O esperto rei de Ítaca.
- Telêmaco – Príncipe de Ítaca, embarca em uma odisséia com Hércules e três Argonautas.
- Jasão - Líder dos Argonautas.
- Linceu - Piloto do Argo.(voiced by Larry Miller) – The helmsman of the Argo.
- Butes - Apicultor do Argo.
- Belerofonte - Rei de Corinto, usa Pégaso (a quem rebatiza "Inácio") para derrotar a Quimera.
- Mentor – Chefe de polícia.
- Chipacles - Policial de Atenas (o nome é referência a CHiPs, na qual seu dublador Mike Connors trabalhava).
- Alectrião - Guarda transformado em galo após dormir em serviço. Quando canta, qualquer um acorda.
- Teseu - Primo de Hércules, ajuda-o a enfrentar o Minotauro após este fugir. Tem dupla personalidade, a outra sendo o "Vingador Sombrio" (inspirado em Batman, com roupa igual a do Senhor Destino), que narra todas as suas ações.

### Mitos
- Alcmena e Anfitrião - Os pais adotivos de Hércules.
- As Parcas - Três irmãs, Cloto, Láquesis e Átropos, que tem um olho só e tecem o destino do mundo.
- Mégara - A futura paixão de Hércules aparece em dois episódios: em um, é mostrada a história descrita no filme de Megara que serve Hades por este ter salvo um ex-namorado que depois a rejeitou - no caso, Adônis - e ao final ela e Hércules tomam a água do rio Estige e acabam por esquecer um do outro (explicando porque não se reconhecem no filme); e em outro, passado após os eventos do filme, encontra o anuário de Hércules, levando o herói a contar o destino de seus colegas.
- Rainha Hipólita & Rei Dario - Os pais de Tempestade.
- Rei Minos - O rei louco de Creta, faz Dédalo construir o Labirinto.
- Órion - O caçador, tornado constelação, mas em um episódio libertado por Hércules do céu.
- Galateia - Aparece não como a esposa de Pigmaleão, mas uma estátua que Afrodite dá vida para Hércules, que vai se tornando cada vez mais obsessiva com o herói.
- Circe – Uma bruxa que buscava um namorado, e transforma o elenco em animais.
- Rei Midas - Um rei ganancioso com toque de ouro, derrotado por Hércules em uma forma similar a James Bond. Tem uma filha, Chuva de Ouro, e é chefe do Agente Épsilon.
- Salmoneu - Rei da Tessália, deposto por Zeus após se passar pelo deus.
- Prometeu - Titã que tem seu fígado devorado diariamente por uma águia. Hércules decide libertá-lo após conhecer sua história.
- Equidna - Mãe de todos os monstros. Seu esposo, Tifão, perdeu uma batalha para Zeus.
- Ortros - Um ciclope de duas cabeças.
- Cérbero - O cão de três cabeças que guarda o submundo.
- Leão da Nemeia - Um leão com pele impenetrável.
- Gegenius - Um monstro devorador de marinheiros.
- Gerion - Monstro de três torsos, cada um com cabeça e braços separados.
- Grifos - Criaturas meio leão, meio águia. Dois aparecem, um que guarda um diamante de Hefaísto, e o apresentador de talk show Merv Griffin.
- Argos Panoptes - Monstro de muitos olhos.
- Catoblepas - Um touro que Fil enfrentou.
- Medusa - A górgona que transforma pessoas em pedra é solitária e quer amigos, e após resgatar Hércules se apaixona e pede ajuda aos deuses para poder se aproximar.
- Minotauro - Aparece em dois episódios, em um no labirinto de Creta, e em outro em Atenas após sua fuga.
- Lobos alados - Os assistentes de Hecate.
- Rei Arismap - Um rei gnomo que quer roubar um diamante.
- Cila - Um monstro que se assemelha a uma mulher com tentáculos e cabeças caninas no quadril.
- Aracne - A guardiã da tapeçaria do destino.
- Esfinge - Apresentador de um game show.
- Efialtes - Um gigante, rei das Dríades e pai de Syrinx.
- Lestrigão - Um gigante fã de Orfeu.
- Éguas Carnívoras - Hércules tenta enfrentá-las, mas acaba pedindo ajuda a Zeus.

### Convidados
- Um episódio juntou Hércules e Aladdin, com Hades e Jafar tentando derrotar seus inimigos (embora ambas as séries tendo mil anos de diferença).
- Um episódio tinha deuses egípcios (Amon, Bastet e Rá) e o papel duplo dos deuses gregos em Roma, com Ícaro rebatizando-os - Zeus vira Júpiter, Hera vira Juno, etc. Mas não acha nome para Apolo, batizando-o "Larry" (romanos e gregos chamavam Apolo pelo mesmo nome), e Hades não gosta do nome "Plutão" (Pluto no original), dizendo que "não daria esse nome nem pro meu cachorro".
- Os deuses nórdicos aparecem em um episódio, com Loki conspirando para Hércules tirar os poderes de Thor e assim não ter resistência ao causar o Ragnarok. Loki é similar a Hades, e Odin a Zeus.

## Elenco
Nos Estados Unidos, como James Woods resolveu voltar para o papel de Hades, a maior parte do elenco do filme voltou (exceto Danny DeVito como Filoctetes, Rip Torn como Zeus e Charlton Heston como o narrador) e muitos famosos resolveram fazer participações especiais.
| Personagem      | Dublador EUA                                    | Dublador Portugal                                                    | Dublador Brasil                                  |
| --------------- | ----------------------------------------------- | -------------------------------------------------------------------- | ------------------------------------------------ |
| Hércules        | Tate Donovan                                    | Fernando Oliveira                                                    | Oberdan Júnior                                   |
| Filoctetes      | Robert Constanzo                                | José Raposo                                                          | Isaac Bardavid                                   |
| Cassandra       | Sandra Bernhard                                 | Rita Salgueiro                                                       | Guilene Conte                                    |
| Ícaro           | French Stewart                                  | Peter Michael                                                        | Manolo Rey                                       |
| Hades           | James Woods                                     | Fernando Luís                                                        | Márcio Simões                                    |
| Adónis          | Diedrich Bader                                  | José Boavida                                                         | Guilherme Briggs                                 |
| Zeus            | Corey Burton                                    | Pedro Pinheiro                                                       | Domício Costa (1ª voz)/ José Santa Cruz (2ª voz) |
| Hera            | Samantha Eggar                                  | Luísa Salgueiro                                                      | Dolores Machado                                  |
| Agonia          | Bob Goldthwait                                  | Manuel Cavaco Carlos Macedo (apenas Hercules and the Big Sink)       | Marco Antônio                                    |
| Pânico          | Matt Frewer                                     | André Maia                                                           | Isaac Schneider                                  |
| Alcmena         | Barbara Barrie                                  | Informação indisponível                                              | Sônia de Moraes                                  |
| Anfitrião       | Hal Holbrook                                    | Informação indisponível                                              | Ednaldo Lucena (1.17, pelo menos)                |
| Parcas          | Tress MacNeille, Carole Shelley e Paddi Edwards | Informação indisponível                                              | Marisa Leal, Selma Lopes e Elza Martins          |
| Hermes          | Paul Shaffer                                    | Carlos Freixo                                                        | Júlio Chaves                                     |
| Clio            | Vanéese Y. Thomas                               | Informação indisponível                                              | Kiara Sasso                                      |
| Calíope         | Lillias White                                   | Fernanda Lopes                                                       | Gilza Mello                                      |
| Melpómene       | Cheryl Freeman                                  | Laura Ferreira                                                       | Marya Bravo                                      |
| Tália           | Roz Ryan                                        | Rita Guerra                                                          | Nádia Carvalho                                   |
| Terspsícora     | LaChanze                                        | Alda Joana                                                           | Adriana Torres                                   |
| Bob, o Narrador | Robert Stack                                    | António Marques                                                      | Ênio Santos (1ª voz)/ Alfredo Martins (2ª voz)   |
| Pégaso          | Frank Welker                                    | Frank Welker                                                         | Frank Welker                                     |
| Helena          | Jodi Benson                                     | Carla Salgueiro Helena Montez                                        | Iara Riça                                        |
| Dédalo          | David Hyde Pierce                               | Informação indisponível                                              | Ricardo Schnetzer                                |
| Poseidon        | Jason Alexander                                 | Paulo B.                                                             | Waldir Fiori                                     |
| Afrodite        | Lisa Kudrow                                     | Informação indisponível                                              | Nair Amorim                                      |
| Ares            | Jay Thomas                                      | Carlos Freixo Fernando Luís (apenas Hercules and the Long Nightmare) | Lauro Fabiano                                    |
| Atena           | Jane Leeves                                     | Luísa Salgueiro                                                      | Sônia Ferreira                                   |
| Hefesto         | Kevin Michael Richardson                        | Paulo Espírito Santo                                                 | Pietro Mário                                     |
| Baco            | Dom DeLuise                                     | Informação indisponível                                              | Mauro Ramos                                      |
| Nêmesis         | Linda Hamilton                                  | Informação indisponível                                              | Sumára Louise                                    |
| Rá              | Stanley Friberg                                 | Informação indisponível                                              | Paulo Flores                                     |
| Tempestade      | Jennifer Jason Leigh                            | Informação indisponível                                              | Sílvia Goiabeira                                 |
| Mégara          | Susan Egan                                      | Carla de Sá                                                          | Renata Lima                                      |

Estúdio: Double Sound, Rio de Janeiro (RJ)
- Estúdio: Matinha Estúdios, SA
- Tradução de diálogos:  Teresa Landeiroto, Ana Marcos, Ana Rita Baptista Rêgo
- Adaptação:  Cláudia Cadima
- Realizadora de dobragem: Cláudia Cadima